# Eriauchenius spiceri
Eriauchenius spiceri là một loài nhện trong họ Archaeidae. Loài này phân bố ở Madagascar.